# Palachia
Palachia is een geslacht van vliesvleugeligen uit de familie Torymidae. De wetenschappelijke naam van dit geslacht is voor het eerst geldig gepubliceerd in 1969 door Boucek.

## Soorten
Het geslacht Palachia omvat de volgende soorten:
- Palachia caudata Boucek, 1978
- Palachia clavicornis Boucek, 1998
- Palachia delvarei Boucek, 1998
- Palachia elegans Boucek, 1998
- Palachia farooqii Boucek, 1998
- Palachia frontopuncta Narendran, 2009
- Palachia gerhardi Boucek, 1998
- Palachia grisselli Boucek, 1998
- Palachia hayati Narendran & Sureshan, 1989
- Palachia macrops Boucek, 1998
- Palachia maior Boucek, 1998
- Palachia mangalae Narendran, 1984
- Palachia medleri Boucek, 1978
- Palachia minor Boucek, 1998
- Palachia mira Boucek, 1978
- Palachia neorobusta Narendran, 2009
- Palachia oculata Boucek, 1978
- Palachia pulchra Boucek, 1969
- Palachia punctifronta Narendran & Sureshan, 1989
- Palachia punctigastra Narendran & Sureshan, 1989
- Palachia robusta Boucek, 1998
- Palachia tanzanica Boucek, 1998
- Palachia turneri Boucek, 1978
- Palachia versicolor Boucek, 1998
- Palachia watshami Boucek, 1998